# Тулпар (ледокол)
«Тулпа́р» (каз. Тұлпар) — казахстанский ледокол, ледокольное судно снабжения. Построено для оказания услуг по снабжению проекта Кашаганского нефтяного месторождения международного совместного предприятия NCOC. Названо в честь крылатого коня Тулпара из тюркской мифологии.

## Характеристики
Чрезвычайно мелкие водные пути с глубиной всего 3,5 метра и ледяные щиты толщиной 75 см зимой являются двумя основными проблемами северной части Каспийского моря. В связи с этим для этого региона плавания требуются ледоколы со своей спецификой.
Ледокольное судно снабжения «Тулпар» спроектировано британской BMT Shipdesign Ltd специально для работ в Северном Каспии в условиях мелководья. Заложено 31 января 2002 года на верфи Ulstein Werft под заводским № 268 в норвежском Ульстейнвике. Достраивалось в российской Астрахани. Срок постройки судна составил 10 месяцев.
Предназначено для обеспечения безопасности судоходства, проводки судов в сплошном льду, буксировки барж на мелководье, резервных вспомогательных работ.
В качестве главной силовой установки на судне применены три дизельных двигателя фирмы Wärtsilä, мощностью по 2000 кВт каждый.
Судно имеет 9-метровый кран грузоподъёмностью до 10 тонн.

## Экология
Сообщалось, что деятельность ледоколов на Каспии сокращает численность популяции каспийского тюленя в районе Тюленьих островов. В связи с этим NCOC сообщала, что маршруты ледокола «Тулпар» разрабатывают с учётом лежбищ этих животных.
В зимнюю навигацию 2021 года с ледоколов «Тулпар» и «Мангыстау-3» было совершено восемь наблюдательных рейсов за популяцией каспийского тюленя с исследователями на борту.